# Claude Pinault
Pour les articles homonymes, voir Pinault.
Claude Pinault est un écrivain français né en 1951, atteint brutalement d'un syndrome de Guillain-Barré subaigu de forme axonale à l'âge de 54 ans. Il a écrit, depuis sa guérison, sur le sujet.

## Biographie

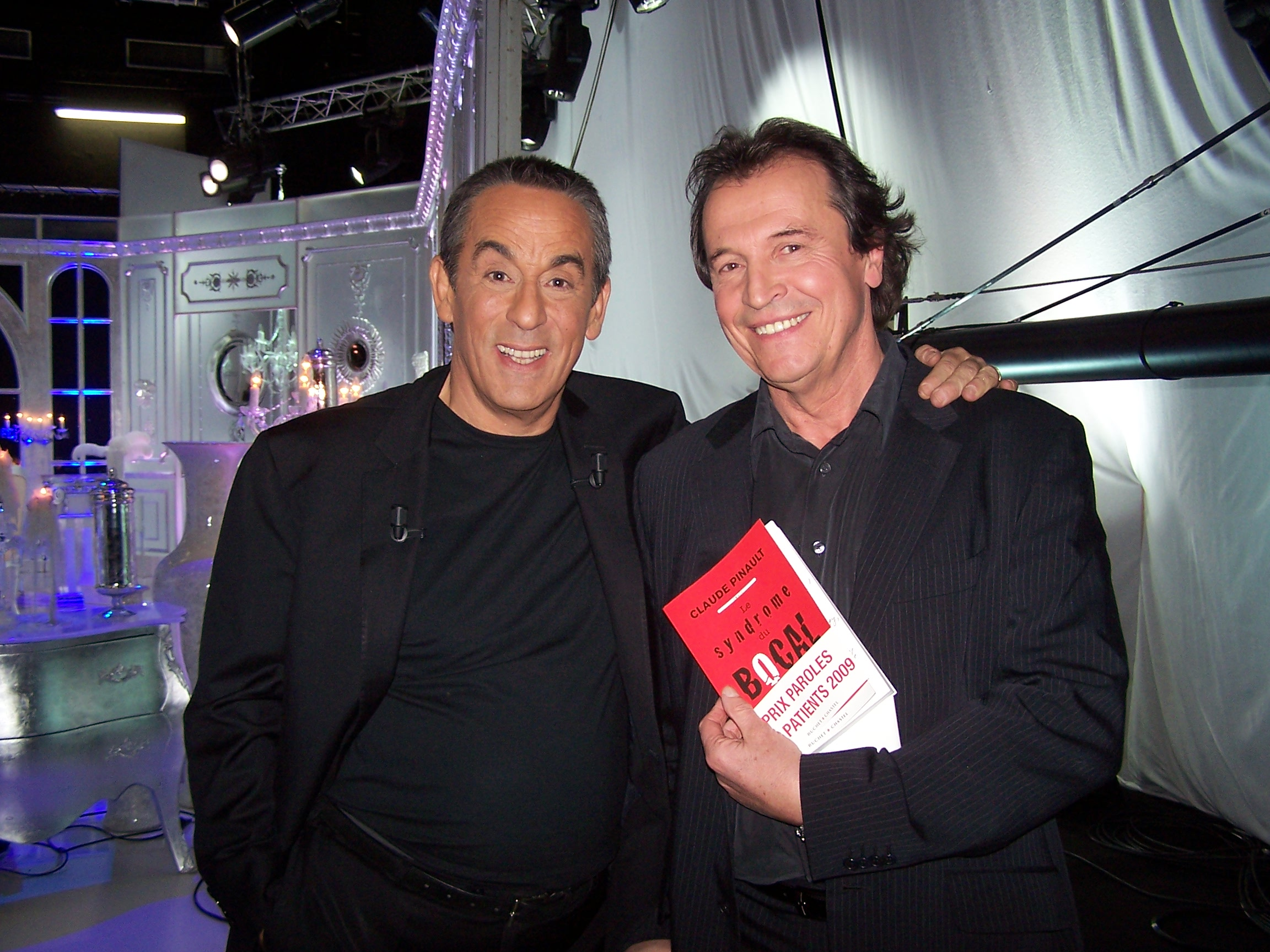
Thierry Ardisson et Claude Pinault

Claude Pinault devient tétraplégique en 48 heures et reste hospitalisé quatorze mois.
Après un électromyogramme, le pronostic médical sera très réservé sur sa récupération. La myéline ainsi que l'axone de ses nerfs sont détruits.
Après un long travail de programmation neuro-linguistique il se remet lentement debout et écrit un livre qui décrit l'enfermement dans le bocal de son corps.
Le Syndrome du bocal paraît en avril 2009 aux éditions Buchet-Chastel et obtient le prix Paroles de patients le 17 novembre 2009.
Claude Pinault organise des conférences-débats pour partager son expérience.

## Publications
- Le Syndrome du bocal, Paris, Buchet-Chastel, 2009, 345 p. (OCLC 470967581)
- Avec Audrey Akoun, Kevin Finel, Malek A. Boukerchi, Blaise De Lanlay, Jessica Hollender, Vincent Houba, Isabelle Pailleau, Joanna Quélen et Maud Simon, Le laboratoire du bonheur : Sa formule en 7 ingrédients, Solar, 2014, 224 p. (ISBN 978-2-263-06478-4)
- Entretiens avec Marie de Hennezel, J'ai choisi de me battre, j'ai choisi de guérir, Paris, Robert Laffont, coll. « Versilio », 2014, 109 p. (OCLC 899364302)